# チブサトゲグモ
チブサトゲグモ(Thelacantha brevipina (Doleschall))は、単型の独立属であるチブサトゲグモ属の種である。全体の形はトゲグモにそっくりであるが、刺の形はすらっとした三角ではなく、丸く盛り上がり、先端に小さな突起があることから乳房の形に似るとの命名である。
体色は、変異に富む。普通は全体に黒か黒っぽい褐色だが、腹部背面に二つの大きい白い斑紋があるもの、腹部中央縦に黒い太い筋が出て、その両側が白くなるものなどがある。しかし、いずれも全体の色は黒っぽいか褐色っぽく見え、見た目ではそう大きな差は感じられない。
本州南部では極めてまれに発見されるのみであるが、琉球列島以南では、チブサトゲグモはごく普通種である。沖縄では普通に見かけるクモの中で最も数が多いと言ってもいいくらいである。庭や街路樹、電線の間など、どこにでも網を張っている。網は小柄な垂直丸網で、場合によっては互いに枠糸を接していくつもの網が張られているのを見かける。